# 济南水务集团
济南水务集团，隶属于济南市市政公用事业局的一家国有企业，主营生产饮用水集中式管理、水厂建设与运营，自来水供应和营销服务、供水管网及其配套设施管理维护等项目。